# 502
El 502 és un any comú començat en dimarts del segle vi, segons la cronologia establerta pel calendari gregorià.

## Esdeveniments
- Comença una guerra entre l'Imperi Romà d'Orient i Pèrsia amb les campanyes de Kavadh I.
- Es publica la Lex Burgundionum, primer codi oficial de tots els gals, promulgat per Gundebald.
- S'escriu el Llibre de Song, que documenta la historiografia xinesa dels anys precedents.[1]
- Cesari d'Arle inicia el seu bisbat, incrementant la importància de la seva diòcesi.
- Inici de la Dinastia Liang xinesa.

## Naixements
- Amalaric, rei visigot (data discutida)

## Necrològiques
- Genoveva de París, santa cristiana (data aproximada)
- Emperador He del Qi del Sud, monarca xinès
- Narsai, poeta de Síria